# 중국계 몽골인
중국계 몽골인은 중국계 몽골인, 중국 국적을 가진 임시 거주자, 중국 국적을 가진 영주권자의 세 그룹으로 나뉜다. 몽골의 1956년 인구조사에 따르면 중국인은 인구의 1.9%로 집계되었고, 미국 정부는 1987년에 중국인의 비율을 2%로 추산했다. 2000년 인구조사에 따르면 중국계 영주권자는 1,323명으로, 귀화자, 임시 거주자, 불법 이민자는 포함되지 않았다. 1990년대에 중국에서 온 불법 이민자는 1만 명으로 추산되었으며, 일부는 몽골이 러시아로 가는 경유지로 이용하기도 했다.

## 같이 보기
- 몽골의 인구